# VEKA
Die Veka AG (Eigenschreibweise: VEKA, nach den Gründern Venhues und Kaup) ist ein Produzent von Kunststoff-Profilsystemen für die Herstellung von Fenstern, Türen, Rollläden und Schiebetüren sowie von Plattensystemen aus Polyvinylchlorid (PVC). Der Stammsitz des familiengeführten Unternehmens befindet sich im westfälischen Sendenhorst, darüber hinaus gehören Tochtergesellschaften in Europa, Asien sowie Nord- und Südamerika zur Gruppe. Mit der Übernahme des Herstellers Gealan im Jahr 2014 wurde Veka zum Weltmarktführer für Kunststoffprofile.

## Geschichte
Die Idee zur Gründung von VEKA geht zurück auf den Sendenhorster Schreiner Ewald Venhues, der ab 1966 die gute Gewinne versprechende Herstellung von Rolladenprofilen aus Kunststoff vorbereitete. Zur fachlichen Unterstützung engagierte er den Kunststoffexperten Bernhard Kaup. Sie planten zu diesem Zweck die Gründung der eigenen Firma VEKAPLAST (mit VEKA als Kürzel ihrer Familiennamen Venhues und Kaup), in der Kaup Geschäftsführer werden sollte; er verunglückte jedoch 1967 mit dem Auto tödlich. Venhues setzte die Pläne allein fort und eröffnete 1968 eine neue Fertigungsstätte, erhielt jedoch keine Lizenz zur Herstellung der Rollladenprofile. Im Jahr 1969 verkaufte er das Projekt mit damals acht Mitarbeitern an seinen Handelspartner Heinrich Laumann, den Verkaufsleiter des Holzgroßhändlers Grotemeyer. Laumann übernahm die offizielle Firmengründung von Vekaplast.
Kunststofffenster stellten damals noch ein unbedeutendes und technisch nicht ausgereiftes Produkt dar. Laumann war aber von den Eigenschaften und Möglichkeiten extrudierter PVC-Profile für Fenster und Türen überzeugt und trieb mit Vekaplast die Entwicklung und Produktion eines eigenen Profilsystems voran.
Zwei Jahre später brachte Vekaplast mit „Basis“ ein Kunststoffprofilsystem für Fenster auf den Markt, später auch Haustür- und Schiebetürsysteme. 1974 zog die Firma auf ein 11,5 ha großes Gelände im Industriegebiet „Schörmel“ in Sendenhorst, noch heute der Stammsitz des Unternehmens. Ab 1983 gründete Vekaplast Tochtergesellschaften in Spanien, den USA, Frankreich und Großbritannien. 1985 wurde unter dem Namen Vekaplan ein eigenständiger Bereich für Kunststoffplatten ins Leben gerufen.
1990 erfolgte die Umwandlung von Vekaplast in die Kapitalgesellschaft Veka GmbH, 1992 wurde diese in eine Aktiengesellschaft überführt. Die Aktien befinden sich bis heute vollständig im Besitz der Familien Laumann und Hartleif.
1993 nahm Veka die europaweit größte Recyclinganlage für Fenster, Türen, Rollläden und Profilabschnitte aus Kunststoff in Betrieb: Bei der Veka Umwelttechnik im thüringischen Hörselberg-Hainich, Ortsteil Behringen können jährlich bis zu 50.000 t PVC in hoher Reinheit für die Profilproduktion zurückgewonnen werden. Weitere Recyclingwerke in Frankreich und England folgten in den Jahren 2006 und 2007.
Unternehmensgründer Heinrich Laumann legte 2000 sein Mandat als Vorstandsvorsitzender nieder, wechselte in den Aufsichtsrat und übernahm dort den Vorsitz. Sein Nachfolger wurde Hubert Hecker. Hecker ging im Jahr 2006 in den Ruhestand. Seitdem steht Andreas Hartleif, Schwiegersohn Heinrich Laumanns und seit 1997 Mitglied des Vorstands, an der Spitze des Unternehmens. Heinrich Laumann verstarb im Jahr 2018.
Im Jahr 2014 gab Veka die Übernahme des Wettbewerbers Gealan aus dem fränkischen Oberkotzau bekannt. Damit beschäftigte die Unternehmensgruppe weltweit insgesamt über 5.000 Mitarbeiter, davon 1.400 Mitarbeiter am Hauptsitz in Sendenhorst. 2018 waren weltweit etwa 6.000 Mitarbeiter bei Veka beschäftigt, davon 4.600 bei Veka und 1.400 bei Gealan. Die Veka Gruppe erwirtschaftete einen Jahresumsatz von 1,1 Milliarden Euro.

## Produkte
Die Produktpalette von Veka umfasst Profilsysteme für Fenster, Rollläden, Türen und Schiebetüren. Veka produziert darüber hinaus Kunststoffplatten für verschiedene Einsatzbereiche, etwa den Display- und Schilderbau sowie den Innenausbau von Fahrzeugen und Schiffen. In den USA stellt Veka außerdem Terrassendielen, Treppengeländer und Zaunelemente her.
Auf der Fensterbau Frontale 2016 stellte Veka dem Fachpublikum außerdem die ersten Studien für Industrie-4.0-Lösungen für die Fensterbranche, verschiedene Automatisierungslösungen für Smart-Home-Anwendungen sowie mit Veka Spectral die erste eigene Oberflächentechnologie für Kunststoffprofile vor. Alle Technologien befinden sich im Jahr 2018 in serieller Produktion.

## Vertrieb und Tochtergesellschaften
Veka verkauft seine Produkte aus dem Kunststoff-Profilbereich ausschließlich an Handwerks- und Industriebetriebe, die sich auf den Fensterbau spezialisiert haben. Die Plattensysteme werden ebenfalls nicht direkt, sondern an weitere kunststoffverarbeitende Fachbetriebe wie Display- oder Messebauer vertrieben. Das Unternehmen bietet darüber hinaus Beratungsleistungen sowie Informationsmaterial für Architekten und Planer an.
Die Unternehmensgruppe unterhält derzeit 41 Standorte auf 4 Kontinenten, davon 24 Produktionswerke mit insgesamt 472 Extrusionslinien. Mehr als 50 Länder werden direkt vom Standort Sendenhorst aus beliefert. 2018 lag die Gutproduktion bei 405.000 Tonnen.
Seit 2018 existiert außerdem die Schwestergesellschaft celotec GmbH & Co. KG die sich auf dem Gebiet der Oberflächentechnologie aktiv ist.

## Besonderheiten
Veka ist der erste deutsche Investor, der sich in Sibirien angesiedelt hat. Sowohl die russische als auch die deutsche Regierung würdigten dieses Engagement mit einer Einladung des damaligen Vorstandsvorsitzenden Hubert Hecker zu den deutsch-russischen Regierungskonsultationen 2006 in Tomsk.
Die Veka AG wurde in der Vergangenheit für Ausbildung und Betriebskultur mit dem Ausbildungspreis der Jungen Deutschen Wirtschaft (JDW), dem freien Zusammenschluss von Wirtschaftsjunioren Deutschland (WJD) und Junioren des Handwerks, oder als Bester Arbeitgeber im Münsterland ausgezeichnet. Außerdem erhielt Veka den Wirtschaftspreis Trophée Internationale de l’Industrie des Institut International de Promotion et de Prestige.
Unternehmensgründer Heinrich Laumann war Ehrenbürger der Stadt Sendenhorst und Träger des Bundesverdienstkreuzes am Bande. Die mit seiner Frau Rita gegründete Rita und Heinrich Laumann Stiftung setzt sich seit 2008 für alte und kranke Menschen ein.